# 죈죄시

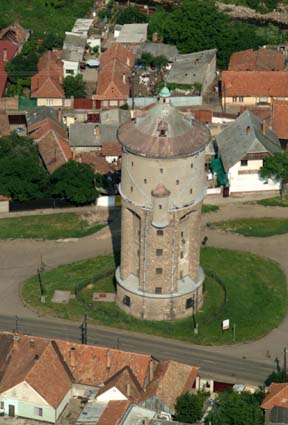
죈죄시에 있는 급수탑

죈죄시(헝가리어: Gyöngyös)는 헝가리 북부 헤베시 주에 위치한 도시로, 면적은 54.1km2, 인구는 33,553명(2001년 기준), 인구 밀도는 620명/km2이다. 도시 이름은 헝가리어로 "진주"를 뜻하는 단어에서 유래된 이름이다.

## 자매 도시
- 루마니아 트르구세쿠이에스크
- 오스트리아 젤트베크
- 덴마크 링스테드
- 핀란드 피레크새매키
- 폴란드 사노크
- 아제르바이잔 슈샤